# 외계 행성 백과사전
외계 행성 백과사전(영어: Extrasolar Planets Encyclopaedia)은 외계 행성을 다룬 천문학 웹사이트이다.

## 개요
외계행성 백과 사전의 주요 내용 중 하나는 외부 행성의 질량, 반경, 반지름, 공전주기, 궤도 경사각, 발견 년과 발견 날짜 등 기초적인 정보를 정리한 카탈로그이다. 모든 행성 후보를 포함한 카탈로그 외에 관측 기법별로 나누어 카탈로그나 미확인 또는 발견이 철회된 행성의 카탈로그도 만들어지고 있다. 또한 행성과 항성의 개별 페이지도 존재하고 자세한 정보 및 관련 문헌을 볼 수 있다. 이 밖에 외행성에 관한 문헌에 대한 링크도 있다. 이 페이지는 논문이나 학회에서의 발표를 바탕으로 지속적으로 업데이트되고 있다.
사이트는 1995년 2월에 파리 천문대의 Jean Schneider에 의해 개설되었다. 언어는 영어 외에 프랑스어 · 스페인어 · 포르투갈어 · 독일어 · 폴란드어 · 이탈리아어 · 페르시아어 · 아랍어 · 러시아어 · 일본어로 볼 수 있다.